# ビアサ897便墜落事故
ビアサ897便墜落事故（ビアサ897びんついらくじこ）は、1961年5月30日に発生した航空事故である。ウンベルト・デルガード空港からサンタマリア空港（アゾレス諸島）へ向かっていたビアサ897便（ダグラス DC-8-53）がポルトガル沖の大西洋に墜落し、乗員乗客61人全員が死亡した。事故当時この事故は大型ジェット旅客機による3件目の旅客死亡事故であった。また、1977年にTAP ポルトガル航空425便墜落事故が発生するまでポルトガル最悪の航空事故であった。

## 飛行の詳細

### 事故機
事故機のダグラス DC-8-53（PH-DCL）は製造番号45615として1961年4月に製造され、同年5月1日にKLMオランダ航空に納入された後ビアサにリースされた。エンジンはプラット・アンド・ホイットニー JT3D-1を搭載しており、離着陸回数は82回、総飛行時間は209時間であった。

### 乗員
897便の乗務員は以下の通りであった。
機長は41歳の男性で、1946年6月27日にKLMオランダ航空に入社した。1961年3月16日からDC-8の機長を務めており、それ以前は副操縦士であった。経験豊富なパイロットであり、総飛行時間は12,886時間で、そのうち135時間（機長としては60時間）がDC-8での飛行時間であった。
副操縦士は44歳の男性で、1940年11月1日にKLMオランダ航空に入社した。1961年4月8日からDC-8の副操縦士を務めていた。経験豊富なパイロットであり、総飛行時間は12,913時間で、そのうち55時間がDC-8での飛行時間であった。
航空士は45歳の男性で、1937年11月1日にKLMオランダ航空に入社した。総飛行時間は15,992時間であった。
航空機関士は44歳の男性で、1938年3月14日にKLMオランダ航空に入社した。1960年7月8日からDC-8の航空機関士を務めていた。総飛行時間は14,656時間で、そのうち666時間がDC-8での飛行時間であった。
交代機長は43歳の男性で、1947年8月1日にKLMオランダ航空に入社した。1961年5月1日からDC-8の機長を務めていた。経験豊富なパイロットであり、総飛行時間は12,620時間で、そのうち80時間以上がDC-8での飛行時間であった。
交代航空機関士は27歳の男性で、1955年10月1日にKLMオランダ航空に入社した。1960年9月27日からDC-8の航空機関士を務めていた。総飛行時間は2,865時間で、そのうち567時間がDC-8での飛行時間であった。
その他客室乗務員が8人搭乗していた。

## 事故の経緯
897便はローマを出発し、マドリード、リスボン、サンタマリア島を経由してカラカスへと向かうチャーター便で、0時06分にリスボンに到着した。乗務員の交代とKLMオランダ航空の整備員による同機の点検の後、897便は滑走路23からの離陸を許可された。897便は乗員14人・乗客47人（うち子供8人）を乗せて1時15分に小雨の中離陸し、サンタマリア島へと向かった。1時18分に雲底が3,700フィートであることが伝えられ、897便は周波数をリスボンの管制の周波数に変更した。1時19分25秒、同機はリスボンの管制にカピラカのLS無線標識を通過し、FL60（6,000フィート）まで上昇すると報告した。その後早口で部分的にしか聞き取れない2文が同機から聞こえ、897便との交信が途絶えた。897便はこの最後の交信の間に左にスパイラル・ダイブし、約20秒で左に90度まで傾きその15秒後に海面に墜落した。墜落前の15秒間に過剰に右に姿勢が修正されていた。右に30度傾き、約25度のピッチ角で機首下げの姿勢で墜落したと推測されている。

## 事故原因
事故原因はポルトガル、オランダのいずれの当局によっても解明されなかった。ポルトガルの公式の事故調査報告書は「多くの当局や専門家の協力を得て非常に時間をかけて調査を行ったが、事故原因を特定することはできなかった」と結論付けている。
事故機の登録されていたオランダは「直接的な証拠はないが、事故調査委員会は897便が航空計器、特に姿勢指示器の故障によってパイロットが計器を誤読した、あるいはそれにパイロットが気を取られ、通常の飛行経路から大幅に逸脱したためと墜落したと考えている」とコメントしている。